# Hemadius
Hemadius is een kevergeslacht uit de familie van de boktorren (Cerambycidae). De wetenschappelijke naam van het geslacht werd voor het eerst geldig gepubliceerd in 1889 door Fairmaire.

## Soorten
Hemadius is monotypisch en omvat slechts de volgende soort:
- Hemadius oenochrous Fairmaire, 1889